# Byron Ritchie
Byron Ritchie (né le 24 avril 1977 à Burnaby, dans la province de la Colombie-Britannique au Canada) est un joueur professionnel de hockey sur glace.

## Carrière
Byron Ritchie a été repêché au 7e tour du repêchage d'entrée dans la LNH 1995 par les Whalers de Hartford. Ses droits sont transférés aux Hurricanes de la Caroline où la franchise s'est établie en 1997. Le 21 décembre 1998, Ritchie fait ses débuts dans la Ligue nationale de hockey avec les Hurricanes contre les Sabres de Buffalo.
Le 16 janvier 2002, il est échangé, avec Sandis Ozoliņš, aux Panthers de la Floride contre Bret Hedican, Tomáš Malec, Kevyn Adams ainsi que le 2e choix de sélection du repêchage d'entrée dans la LNH 2003. Le 4 juillet 2004, il signe en tant qu'agent libre avec les Flames de Calgary. Trois ans plus tard, Ritchie signe pour une année avec les Canucks de Vancouver où il reste une saison.
Arrivé en fin de contrat, il quitte la Ligue américaine de hockey et rejoint le club suisse du Genève-Servette HC de la LNA pour la saison 2008-2009. Après une excellente saison aux côtés des « Grenat », durant laquelle il a accumulé 60 points, prenant ainsi la 5e place au classement des buteurs, Ritchie décide de signer avec le Dinamo Minsk de la Ligue continentale de hockey.
À l'été 2010, il s'entend avec le MODO Hockey de la Elitserien en Suède.
Après une saison en Suède, il retourne en Suisse et signe avec le CP Berne, dans un premier temps pour deux saisons, puis pour deux nouvelles saisons en novembre 2012. Toujours dans le haut du classement des buteurs du club bernois, il termine même la saison 2012-2013 comme Top Scorer des pensionnaires de la PostFinance-Arena, avec 49 points en 46 matchs.
À la fin de la saison 2014-2015, son contrat avec le CP Berne n'est pas renouvelé. Il signe alors de nouveau avec le MODO Hockey pour deux saisons.

## Prix et récompenses
- Nommé dans la deuxième équipe d'étoiles de la division Est de la Ligue de hockey de l'Ouest en 1996 et 1997.
- Nommé joueur de la semaine du 29 octobre 2001 dans la Ligue américaine de hockey.

## Résultats
- Il a inscrit le record de points marqués en un match par les Lock Monsters de Lowell avec 6 points (2 buts, 4 assistances) le 26 octobre 2001 contre les Pirates de Portland.

## Statistiques
| Saison     | Équipe                    | Ligue       |     | Saison régulière | Saison régulière | Saison régulière | Saison régulière | Saison régulière |    | Séries éliminatoires | Séries éliminatoires | Séries éliminatoires | Séries éliminatoires | Séries éliminatoires |
| Saison     | Équipe                    | Ligue       | PJ  | B                | A                | Pts              | Pun              | PJ               | B  | A                    | Pts                  | Pun                  |                      |                      |
| 1993-1994  | Hurricanes de Lethbridge  | LHOu        | 44  | 4                | 11               | 15               | 44               | 6                | 0  | 0                    | 0                    | 14                   |                      |                      |
| 1994–1995  | Hurricanes de Lethbridge  | LHOu        | 58  | 22               | 28               | 50               | 132              | -                | -  | -                    | -                    | -                    |                      |                      |
| 1995–1996  | Hurricanes de Lethbridge  | LHOu        | 66  | 55               | 51               | 106              | 163              | 4                | 0  | 2                    | 2                    | 4                    |                      |                      |
| 1995–1996  | Falcons de Springfield    | LAH         | 6   | 2                | 1                | 3                | 4                | 8                | 0  | 3                    | 3                    | 0                    |                      |                      |
| 1996–1997  | Hurricanes de Lethbridge  | LHOu        | 63  | 50               | 76               | 126              | 115              | 18               | 16 | 12                   | 28                   | 28                   |                      |                      |
| 1997–1998  | Beast de New Haven        | LAH         | 65  | 13               | 18               | 31               | 97               | -                | -  | -                    | -                    | -                    |                      |                      |
| 1998–1999  | Hurricanes de la Caroline | LNH         | 3   | 0                | 0                | 0                | 0                | -                | -  | -                    | -                    | -                    |                      |                      |
| 1998–1999  | Beast de New Haven        | LAH         | 66  | 24               | 33               | 57               | 139              | -                | -  | -                    | -                    | -                    |                      |                      |
| 1999–2000  | Cyclones de Cincinnati    | LIH         | 34  | 8                | 13               | 21               | 81               | 10               | 1  | 6                    | 7                    | 32                   |                      |                      |
| 1999–2000  | Hurricanes de la Caroline | LNH         | 26  | 0                | 2                | 2                | 17               | -                | -  | -                    | -                    | -                    |                      |                      |
| 2000–2001  | Cyclones de Cincinnati    | LIH         | 77  | 31               | 35               | 66               | 166              | 5                | 3  | 2                    | 5                    | 10                   |                      |                      |
| 2001–2002  | Hurricanes de la Carolina | LNH         | 4   | 0                | 0                | 0                | 2                | -                | -  | -                    | -                    | -                    |                      |                      |
| 2001-2002  | Panthers de la Floride    | LNH         | 31  | 5                | 6                | 11               | 34               | -                | -  | -                    | -                    | -                    |                      |                      |
| 2001–2002  | Lock Monsters de Lowell   | LAH         | 43  | 25               | 30               | 55               | 38               | -                | -  | -                    | -                    | -                    |                      |                      |
| 2002–2003  | Rampage de San Antonio    | LAH         | 26  | 3                | 14               | 17               | 68               | 3                | 1  | 0                    | 1                    | 0                    |                      |                      |
| 2002–2003  | Panthers de la Floride    | LNH         | 30  | 0                | 3                | 3                | 19               | -                | -  | -                    | -                    | -                    |                      |                      |
| 2003–2004  | Panthers de la Floride    | LNH         | 50  | 5                | 6                | 11               | 84               | -                | -  | -                    | -                    | -                    |                      |                      |
| 2004–2005  | Rögle BK                  | Allsvenskan | 30  | 17               | 16               | 33               | 111              | 2                | 0  | 0                    | 0                    | 4                    |                      |                      |
| 2005–2006  | Flames de Calgary         | LNH         | 45  | 4                | 2                | 6                | 69               | 7                | 0  | 0                    | 0                    | 0                    |                      |                      |
| 2006–2007  | Flames de Calgary         | LNH         | 64  | 8                | 6                | 14               | 68               | 1                | 0  | 0                    | 0                    | 10                   |                      |                      |
| 2007–2008  | Canucks de Vancouver      | LNH         | 71  | 3                | 8                | 11               | 80               | -                | -  | -                    | -                    | -                    |                      |                      |
| 2008-2009  | Geneve-Servette HC        | LNA         | 45  | 22               | 38               | 60               | 64               | 3                | 0  | 0                    | 0                    | 14                   |                      |                      |
| 2009-2010  | Dinamo Minsk              | KHL         | 12  | 2                | 3                | 5                | 8                | -                | -  | -                    | -                    | -                    |                      |                      |
| 2010-2011  | MODO hockey               | Elitserien  | 53  | 23               | 21               | 44               | 72               | 10               | 2  | 5                    | 7                    | 8                    |                      |                      |
| 2011-2012  | CP Berne                  | LNA         | 47  | 22               | 21               | 43               | 50               | 17               | 2  | 12                   | 14                   | 18                   |                      |                      |
| 2012-2013  | CP Berne                  | LNA         | 46  | 19               | 30               | 49               | 36               | 20               | 7  | 5                    | 22                   | 20                   |                      |                      |
| 2013-2014  | CP Berne                  | LNA         | 43  | 11               | 16               | 27               | 84               | -                | -  | -                    | -                    | -                    |                      |                      |
| 2014-2015  | CP Berne                  | LNA         | 50  | 14               | 29               | 43               | 38               | 11               | 1  | 1                    | 2                    | 6                    |                      |                      |
| 2015-2016  | MODO hockey               | SHL         | 16  | 3                | 2                | 5                | 2                | 7                | 0  | 2                    | 2                    | 8                    |                      |                      |
| 2016-2017  | MODO hockey               | Allsvenskan | 35  | 4                | 15               | 19               | 51               | -                | -  | -                    | -                    | -                    |                      |                      |
| Totaux LNH | Totaux LNH                | Totaux LNH  | 324 | 25               | 33               | 58               | 373              | 8                | 0  | 0                    | 0                    | 10                   |                      |                      |

| Année | Équipe   | Compétition      |   | PJ | B | A | Pts | Pun                         |  | Résultat |
| 2008  | Canada   | Coupe Spengler   | 4 | 0  | 2 | 2 | 4   | Finaliste                   |  |          |
| 2011  | Canada   | Coupe Spengler   | 3 | 0  | 1 | 1 | 0   | Quart-de-finale             |  |          |
| 2012  | CP Berne | Trophée européen | 7 | 3  | 5 | 8 | 6   | 5e place de la division Est |  |          |
| 2012  | Canada   | Coupe Spengler   | 3 | 2  | 2 | 4 | 12  | Vainqueur                   |  |          |